# Padma (fiume)
Il Padma è il canale principale del Gange (Ganga) in Bangladesh. Per circa 145 km il Gange forma il confine occidentale tra India e Bangladesh prima di entrare in quest'ultimo paese lungo il margine settentrionale del distretto di Kushtia sotto forma di tratto superiore del fiume Padma. Il Padma superiore scorre verso sud-est per ricevere le acque del maestoso fiume Jamuna (nome con il quale in Bangladesh è noto il Brahmaputra) nei pressi di Rajbari. Il corso combinato di questi due fiumi costituisce il segmento inferiore del Padma, che continua a scorrere verso sud-est attraverso il Bangladesh centrale per andare a congiungersi con il Meghna nei pressi di Chandpur e sfociare nel golfo del Bengala.
Il Padma è noto per continuità con il quale erode gli argini, i canali mutevoli e i banchi di sabbia che emergono continuamente lungo il suo corso. Suo affluente principale è il Mahananda; suo principale effluente il Madhumati (chiamato Garai nel suo tratto superiore). Il corso del Padma è controllato stagionalmente dallo sbarramento di Farakka, situato pochi chilometri a monte nel Bengala Occidentale, in India. Lungo il Padma sorgono numerosi grandi centri urbani, tra cui Rajshahi e Pabna. Il fiume costituisce un'affollata via di comunicazione e una ricca fonte di pesce.